# Jean Aicard
Jean François Victor Aicard (Tolón, 4 de febrero de 1848-París, 13 de mayo de 1921) fue un poeta, dramaturgo y novelista francés.

## Biografía
Su padre, Jean Aicard, fue un distinguido periodista. Comenzó precozmente su carrera en 1867, usando el seudónimo de Jean Dracia, con la obra Les Jeunes Croyances para el teatro de Marsella.
Sus primeros poemas está dedicados a cantar la belleza de su tierra natal, Provenza, en Poèmes de Provence (1864-1878). Adscribe al romanticismo de moda en la época en su pintoresca obra Maurin des Maures (1908). 
También fue un dramaturgo, entre sus dramas merece destacarse la obra Le Père Lebonnard (1889), escrito en verso, que obtuvo notable éxito en Francia y en Italia. Otras obras suyas son Le Roi de Camargue (1890), L'ibis bleu (1893), L'Âme d'un enfant (1898), Tata (1901), Benjamine (1906), Maurin des Maures (1908) y La Vénus de Milo (1874), escrita tras el descubrimiento de la estatua de la Venus de Milo.
Es uno de los poetas retratados en Un rincón de la mesa, cuadro del pintor francés Henri Fantin-Latour, presentado en el Salón de París de 1872. 
Fue elegido miembro de la Academia francesa en 1909.

## Obras

### Poesía
- Les Rebellions et les apaisements (1871)
- Les Poèmes de Provence (1874)
- La Chanson des enfants (1876)
- Miette et Note (1880)
- Le Livre d'heures de l'amour (1887)
- Jésus (1896))

### Novelas
- La Vénus de Milo (1874)
- Le Roi de Camargue (1890)
- Notre-Dame-d'Amour (1896), online at:
- L'Âme d'un enfant (1898)
- Tatas (1901)
- Benjamine (1906)
- Maurin des Maures (1908)
- L'illustre Maurin (1908)

### Dramaturgia
- Pygmalion (1878)
- Othello ou le More de Venise (1881)
- Le Père Lebonnard (1889)